# 意匠法
意匠法（いしょうほう、昭和34年4月13日法律第125号）は、工業上利用できる物品の形状、模様もしくは色彩などの形態で処理された視覚を通じて生じる美感の保護および利用を図ることによって、意匠の創作を奨励し、もって産業の発達に寄与することに関する法律である。
産業財産権四法（特許法、実用新案法、意匠法及び商標法）のうちの一つ。

## 主務官庁
- 特許庁審査第一部意匠課[2]

## 沿革
日本で最初の意匠に関する法規は、1888年（明治21年）12月1日に公布され、翌年1889年（明治22年）に施行された「意匠条例」であり、これが我が国における意匠登録制度の始まりである。後に、この意匠条例は1899年（明治32年）に改正され「意匠法」となり、何度かの改正を経て現行の意匠法となっている。

## 他国の意匠制度との比較
意匠法は日本や欧州等で設けられているが、その保護客体が創作物か又は創作の結果物かにより各国でまちまちで統一的な見解がなく世界統一条約は存在しない。すなわち、意匠権は創作保護のために付与されるのか、意匠の取引秩序維持若しくは競業秩序維持のために付与されるのかに大きく分かれている。米国はパテント・アプローチであり、欧州共同体意匠規則はパッシングオフ・アプローチであるといわれている。コピーライト・アプローチは旧ドイツ意匠法で採用していたが2005年に廃止した。
なお、日本の意匠法（昭和34年4月13日法律第125号）では、「意匠の保護及び利用を図ることにより、意匠の創作を奨励し、もって産業の発達に寄与することを目的とする」（1条）。また、意匠は物品と一体不可分であり、物品が異なれば同一形態でも意匠は異なったものとなるため、技術的思想の創作である発明や考案と異なり技術的に累積進歩する側面は少ない。また、意匠は視覚で認識される美感であるため、流行性に富み、模倣盗用されやすい。また、商標のような目印となる場合もあるがそれは二次的なものである。このようなことから、日本意匠法は創作的アプローチをとっているために特許法の準用規定が多い。日本では特許庁が創作保護に比重を置いて意匠権を付与するが、一旦発生した意匠権の保護は裁判所が市場規制に比重を置いて判断する傾向が強い。

## 沿革

### 1998年（平成10年）法改正

#### 類似意匠制度の関連意匠制度への変更
類似意匠制度においては、本意匠に類似する類似意匠は本意匠の権利範囲の参酌に用いられるものとされ、独自の効力を持たないものと解されていた。このため、本意匠に類似する登録意匠も独自の権利範囲を有するよう改めることとした。ただし、関連意匠は本意匠と同日に出願するように制限された（平成18年法改正において、本意匠意匠公報の発行の前日まで緩和され、後述するようにさらに令和元年法改正において緩和された。）。

### 2006年（平成18年）法改正

#### 存続期間
従来、存続期間は登録日から15年までであったが、登録日から20年までに延長された。

### 2019年（令和元年）法改正
特許法等の一部を改正する法律が令和元年5月17日に制定され、令和2年4月1日より施行される。

#### 保護対象の拡充
従来、意匠法の保護対象は物品に限定されていたが、画像については物品に限定されないよう改正された。
また、建築物は意匠法の保護対象ではなかったが、法改正で建築物が保護対象に追加された。

#### 関連意匠制度の拡充
本意匠の出願から10年以内に関連意匠が登録できる。
関連意匠にのみ類似する意匠であっても関連意匠として登録できる。

#### 存続期間
従来、存続期間は登録日から20年までであったが、出願日から25年までに改正された。